# Eilema flammea
Eilema flammea là một loài bướm đêm thuộc phân họ Arctiinae, họ Erebidae.